# Kameanka, Iemilciîne
Kameanka (în ucraineană Кам`янка) este un sat în comuna Reasne din raionul Iemilciîne, regiunea Jîtomîr, Ucraina.

## Demografie
Componența lingvistică a localității Kameanka
     Ucraineană (99,76%)
     Alte limbi (0,24%)
Conform recensământului din 2001, majoritatea populației localității Kameanka era vorbitoare de ucraineană (99,76%), existând în minoritate și vorbitori de alte limbi.